# Radiohead for Haiti
Radiohead for Haiti — це відео з концерту Radiohead у Голлівуді 24 січня 2010 року. Концерт збирав кошти для благодійної організації Oxfam, яка допомагала постраждалим під час землетрусу на Гаїті, що стався того місяця. Відеозапис виступу був записаний глядачами і змонтований фанатом; Radiohead дозволили викласти відео в мережу, щоб зібрати гроші для Oxfam.

## Виступ
24 січня 2010 року Radiohead виступили в Голлівуді, Лос-Анджелес, щоб зібрати гроші для благодійної організації Oxfam, яка допомагала постраждалим під час землетрусу на Гаїті, що стався того місяця. Radiohead перебували в Лос-Анджелесі під час запису свого восьмого альбому The King of Limbs і виступали без світлового шоу і з обмеженим обладнанням.
Radiohead оголосили про концерт за два дні до його початку. Квитки були продані на онлайн-аукціоні за ціною від 475 до 2000 американських доларів. Найвища ціна за пару квитків становила 4000 доларів. На концерті було зібрано 572 754 доларів — цю цифру оголосив під час виступу вокаліст Том Йорк. Додаткові кошти були зібрані на місці проведення концерту та від продажу лімітованого тиражу плакатів, що продавалися по 25 доларів за штуку.
Аудиторія вмістила 1300 осіб, серед яких були численні голлівудські знаменитості. Місткість майданчика становила одну десяту від звичайного розміру аудиторії Radiohead. До сету увійшла версія «Everything In Its Right Place», виконана на фортепіано, а також сольне виконання Йорком майбутнього треку з The King of Limbs «Lotus Flower». Spin назвав концерт одним з найкращих у 2010 році.

## Реліз
Відео було знято та змонтовано 14 глядачами та одним фанатом протягом дев'яти місяців. За підтримки Radiohead відео було доступне для скачування та завантажено на YouTube напередодні Різдва 2010 року. Oxfam створила спеціальну сторінку для пожертвувань для проекту, і до 10 січня 2011 року зібрала 11 500 доларів. Дизайн афіші концерту та обкладинки відео був розроблений Кієм Аренсом. 5 січня 2020 року відео було повторно опубліковано на веб-сайті гурту в розділі «Public Library».

## Трек-лист
1. «Faust Arp»
2. «Fake Plastic Trees»
3. «Weird Fishes/Arpeggi»
4. «The National Anthem»
5. «Nude»
6. «Karma Police»
7. «Kid A»
8. «Morning Bell»
9. «How to Disappear Completely»
10. «A Wolf at the Door»
11. «The Bends»
12. «Reckoner»
13. «Lucky»
14. «Bodysnatchers»
15. «Dollars and Cents»
16. «Airbag»
17. «Exit Music (For a Film)»
18. «Everything in Its Right Place»
19. «You and Whose Army?»
20. «Pyramid Song»
21. «All I Need»
22. «Lotus Flower»
23. «Paranoid Android»
24. «Street Spirit (Fade Out)»